# 왕지난의 살인
왕지난의 살인은 2010년 5월 28일 대만 타이중시에서 일어난 살인 사건이다. 이 사건의 피해자는 갱의 우두머리였으며, 복수를 당하다가 살인 당한 것으로 알려졌다. 이 사건은 대만의 사회에서 큰 충격을 주었다.

## 인용
1. ↑  “女友證實翁奇楠遭兩次槍擊　第五名警官否認在場”. Nownews. 2010년 6월 5일. 2010년 6월 11일에 원본 문서에서 보존된 문서. 2010년 6월 8일에 확인함.